# مؤتمر العمل السياسي المحافظ 2021
مؤتمر العمل السياسي المحافظ 2021 (بالإنجليزية: 2021 Conservative Political Action Conference)‏ هو الحدث السنوي لمؤتمر العمل السياسي المحافظ (CPAC)، الذي استضافه اتحاد المحافظين الأمريكي. وقد أقيم في فندق حياة ريجنسي أورلاندو في أورلاندو بولاية فلوريدا، من 25 فبراير إلى 28 فبراير 2021. وكان الرئيس السابق دونالد ترامب هو المتحدث الرئيسي في الحدث، مع العديد من المتحدثين واللجان طوال المؤتمر.

## خطاب الرئيس ترامب
ألقى ترامب كلمة في المؤتمر بعد شهر واحد من مغادرته منصبه، عندما تم تنصيب جو بايدن رئيسًا في 20 يناير 2021. وزعم أنه فاز في الانتخابات الرئاسية لعام 2020 وأشار إلى أنه قد يترشح للرئاسة في عام 2024.

## قائمة المتحدثين بالكامل
فيما يلي قائمة كاملة بالمتحدثين حسب اليوم:
الجمعة: رون دي سانتيس، مايك لي، سكوت ووكر، جيمس لانكفورد، بام بوندي، تيد كروز، مو بروكس، ماديسون كاوثورن، توم كوتون، مارشا بلاكبرن، مات غيتز، ريك سكوت، جوش هاولي، ودونالد ترامب الابن.
السبت: كين باكستون، ريتشارد غرينيل، مايك بومبيو، بيل هاجرتي، روبرت لايتهايزر، ديفين نونيس، سينثيا لوميس، بورغس أوينز، دارل عيسى، أندي بيغز، لورين بويبرت، كيفن مكارثي، وكريستي نوم.
الأحد سارة هاكابي ساندرز، ومايك هاكابي، ولاري كودلو، والرئيس دونالد ترامب.

## الجدل حول تصميم المسرح
لاحظ مراقبو وسائل التواصل الاجتماعي وأثاروا مخاوف بشأن أوجه التشابه بين تصميم المسرح الرئيسي لمؤتمر العمل السياسي المحافظ ورونة أوثالا المجنحة، والتي تم استخدامها كشعار من قبل وحدتين من قوات الأمن الخاصة النازية، ومؤخرًا من قبل المنظمات النازية الجديدة. قال رئيس مؤتمر العمل السياسي المحافظ مات شلاب إن المقارنات كانت «شائنة وتشهيرية». أصدرت شركة حياة بيانًا بأنها أخذت المخاوف بشأن التصميم على محمل الجد، لكنها سمحت باستمرار الحدث بعد أن أكد لهم المنظمون «أن أي تشابه مع رمز الكراهية [كان] غير مقصود». تولت شركة التصميم ديزاين فاوندري لاحقًا مسؤولية تصميم المسرح، قائلة إنها «تهدف إلى توفير أفضل استخدام للمساحة، نظرًا لقيود قاعة الرقص ومتطلبات التباعد الاجتماعي». قال إيان والترز، مدير الاتصالات في إيه سي يو ومؤتمر العمل السياسي المحافظ، إنهم سيتوقفون عن استخدام ديزاين فاوندري. 